# Erica Bauermeister
Erica Bauermeister (ur. 1959 w Pasadenie, Kalifornia) – amerykańska powieściopisarka i pamiętnikarka, twórczyni literatury dziecięcej i młodzieżowej.

## Życiorys
Ukończyła Occidental College i uzyskała stopień naukowy doktora w zakresie literatury na University of Washington, gdzie wykładała literaturę i creative writing. Była również wykładowczynią Antioch University. Autorka czterech powieści, a także pamiętnika House Lessons (2020), literackiej analizy psychologii architektury. Jej książki przetłumaczono na przeszło 25 języków. Powieści Szkoła niezbędnych składników (2009) i The Scent Keeper (2019) figurowały na listach bestsellerów „New York Timesa”. Współzałożycielka grupy literackiej Seattle 7 Writers. Mieszka wraz z mężem w Port Townsend w stanie Waszyngton.

## Publikacje książkowe

### Powieści
- The School of Essential Ingredients (2009), wyd. polskie Szkoła niezbędnych składników (2010), tłum. Ewa Borówka, ISBN 978-83-7508-223-4
- Joy For Beginners (2011), wyd. polskie Radość dla początkujących (2013), tłum. Urszula Woźniakowska, ISBN 978-83-240-2416-2
- The Lost Art of Mixing (2013), wyd. polskie Sztuka łączenia (2014), tłum. Maria Borzobohata-Sawicka, ISBN 978-83-240-2527-5
- The Scent Keeper (2019), wyd. polskie Dziewczyna z wyspy zapachów (2024), tłum. Tomasz Wyżyński, ISBN 978-83-8139-317-1
- No Two Persons (2023)

### Inne formy literackie
- 500 Great Books By Women: A Reader’s Guide (1994, wraz z Jesse Larsen i Holly Smith)
- Let’s Hear It for the Girls: 375 Great Books for Readers 2−14 (1997, wraz z Holly Smith)
- House Lessons: Renovating a Life (2020)